# محمود شمام
محمود شمّام ناشط ومعارض سابق وإعلامي ليبي. شغل منصب مسؤول الإعلام بالمكتب التنفيذي التابع للمجلس الوطني الانتقالي و مدير تحرير النسخة العربية من مجلة فورين بوليسي.

## النشاط السياسي
محمود شمام ليبرالي الفكر السياسي، بعد أن كان قوميا عربيا واشتراكيا. انخرط محمود شمام في صفوف أشبال حركة القوميين العرب عندما كان طالبا في الولايات المتحدة. غادر ليبيا في الثمانينيات نتيجة معارضته لنظام العقيد معمر القذافي ولم يرجع إليها منذ ذلك الوقت. بعد اندلاع ثورة 17 فبراير وتشكيل المجلس الوطني الانتقالي عين مسؤولاً عن الملف الإعلامي في المجلس.

## مناصب
- عضو المجلس الاستشاري للشرق الأوسط في مؤسسة كارنيغي للسلام الدولي
- عضو سابق في مجلس إدارة شبكة الجزيرة
- مدير التحرير السابق لمجلة نيوزويك العربية
- المدير السابق لمكتب صحيفة صوت الكويت
- المدير السابق لمكتب صحيفة الوطن بواشنطن
- نائب الرئيس التنفيذي السابق لشركة هوت سورس للإعلام.
- المؤسس والرئيس التنفيذي لمؤسسة الوسط الاعلامية

## الحياة الشخصية
محمود شمام متزوج من السعودية هدى الصويغ.

## وصلات خارجية
- "القذافي حالة نموذجية تكشف انتهازية الغرب تجاه الديمقراطية في العالم العربي"، سويس إنفو، 23 أبريل 2011
- معارض ليبي لـ «الشرق الأوسط»: بإمكان القذافي الخروج عبر الأنفاق من ثكنة العزيزية، الشرق الأوسط، 6 مارس 2011
- محمود شمام في إضاءات على العربية، 18 يونيو 2010